# John Augustus Ockerson
John Augustus Ockerson, född 4 mars 1848 i Skåne, död 22 mars 1924, var en svensk-amerikansk ingenjör.
Ockerson kom till USA med sina föräldrar 1851, deltog i amerikanska inbördeskriget 1861–65, ägnade sig därefter åt tekniska värv, särskilt inom väg- och vattenbyggnadsfacket, var verksam som lantmätare och järnvägsbyggare i de västra staterna samt blev 1889 anställd vid den av unionsstaterna tillsatta kommittén för Mississippiflodens reglering, i vilken styrelse han 1898 blev ledamot.
Ockerson, som var bosatt i Saint Louis, tog verksam del i anordnandet av 1904 års världsutställning där och var ett kraftigt stöd för de svenska deltagarna i utställningen.